# 마하반둘라 도로

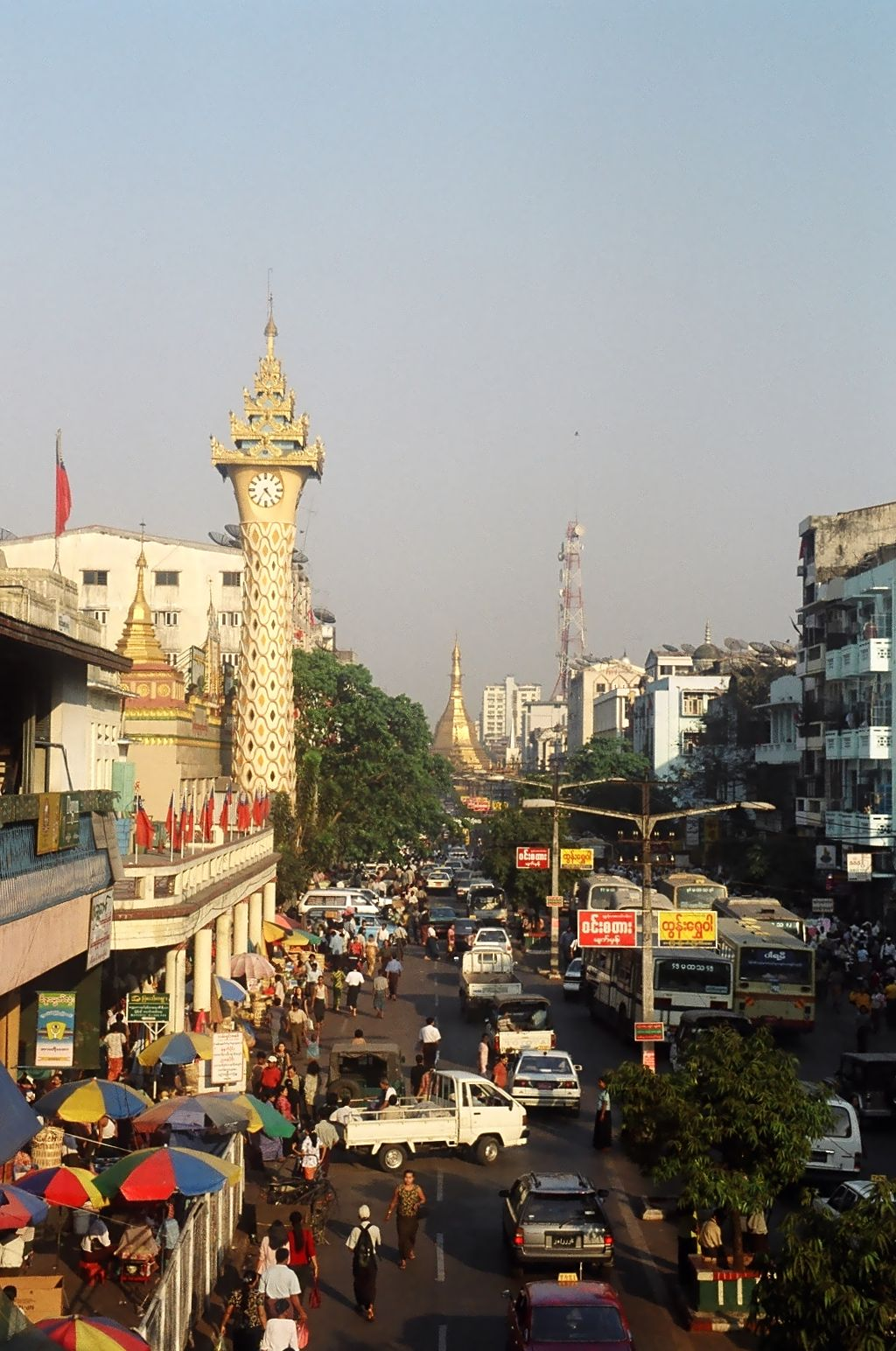
마하반둘라 도로

마하반둘라 도로(မဟာဗန္ဓုလလမ်)는 미얀마 양곤에 있는 도로이다. 마하반둘라 다리와 마하반둘라 공원으로 연결되어 있다.